# 丹地沃德路站
丹地沃德路站（英語：Dundee Ward Road railway station）是一個位於蘇格蘭鄧迪的鐵路站，在1831至1861年間提供服務。車站現址為英國電信大樓。
| 前一站 | 路線             | 下一站 |
| ------ | ---------------- | ------ |
| 利夫站 | 鄧迪和紐泰爾鐵路 | 終點站 |